# Megamareta fascifrons
Megamareta fascifrons är en kackerlacksart som först beskrevs av Lucien Chopard 1929.  Megamareta fascifrons ingår i släktet Megamareta och familjen småkackerlackor.
Artens utbredningsområde är Samoa. Inga underarter finns listade i Catalogue of Life.